# سیر دوله (هرسین)
سیر دوله (به کردی: سیراوله)، روستایی از توابع بخش بیستون شهرستان هرسین در استان کرمانشاه ایران است.

## جمعیت
این روستا در دهستان شیرز قرار دارد و براساس سرشماری مرکز آمار ایران در سال ۱۳۸۵، جمعیت آن ۱۰۹ نفر (۲۶خانوار) بوده‌است.
مهاجرت بیشتر اهالی روستا به شهرهای هرسین،کرمانشاه و تهران باعث کاهش چشمگیر جمعیت این روستای زیبا و دوست داشتی شده است.